# Charef
Charef är en ort i Algeriet.   Den ligger i provinsen Djelfa, i den norra delen av landet, 240 km söder om huvudstaden Alger. Charef ligger 1 157 meter över havet och antalet invånare är 27 700.
Terrängen runt Charef är kuperad åt sydväst, men åt nordost är den platt. Terrängen runt Charef sluttar norrut. Runt Charef är det ganska glesbefolkat, med 31 invånare per kvadratkilometer. Det finns inga andra samhällen i närheten. Omgivningarna runt Charef är i huvudsak ett öppet busklandskap.